# Borås Arena
Borås Arena – stadion położony w Borås w Szwecji. Jest areną zmagań klubów piłkarskich IF Elfsborg i Norrby IF. Stadion zastąpił używany dawniej przez oba kluby stadion Ryavallen. Stadion został otwarty w 2005 roku. Borås Arena jest stadionem o sztucznej nawierzchni. Może pomieścić między 14 500 a 17 800 widzów, w zależności od rodzaju rozgrywanych na nim zawodów. Stadion położony jest w okolicy zwanej Knalleland, zaraz obok nowo wybudowanej hali sportowej Ryahallen.

## Galeria

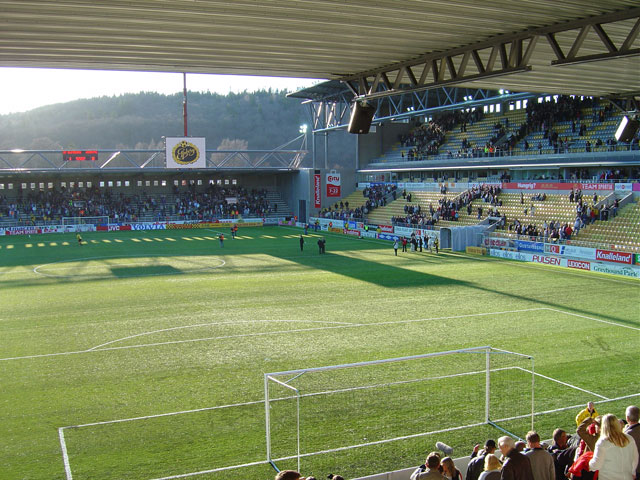
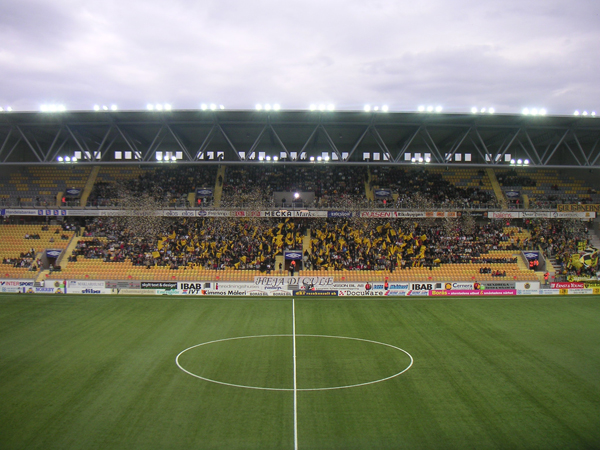
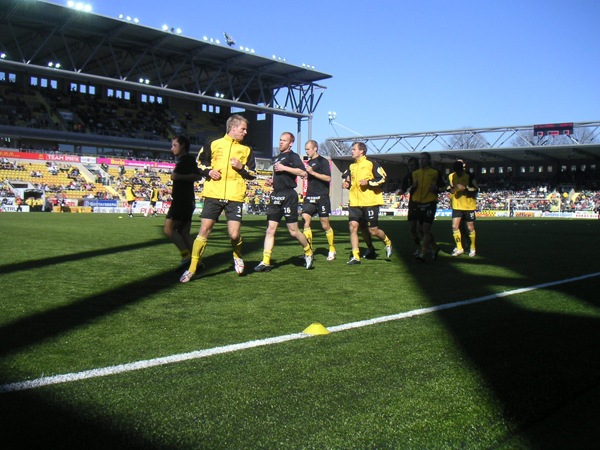
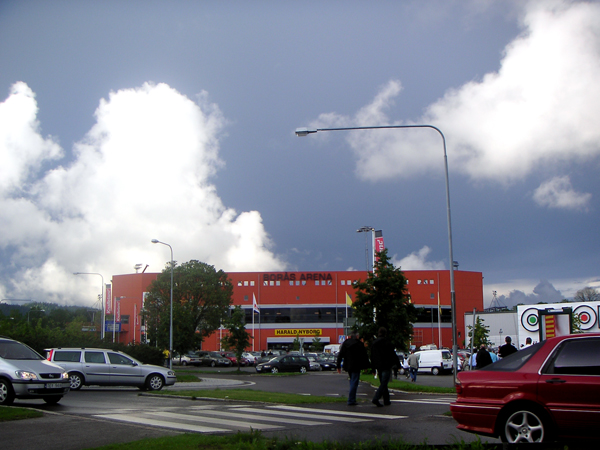
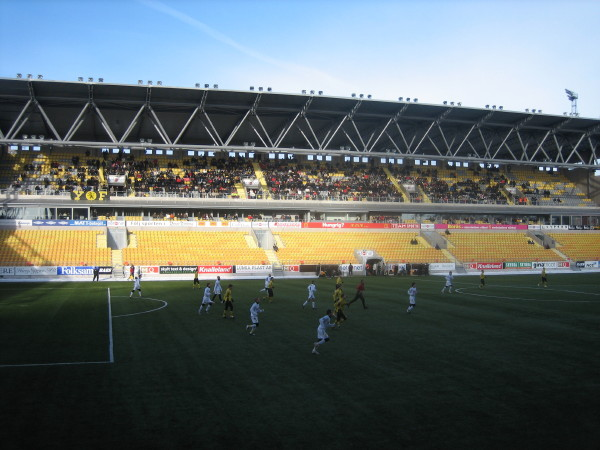
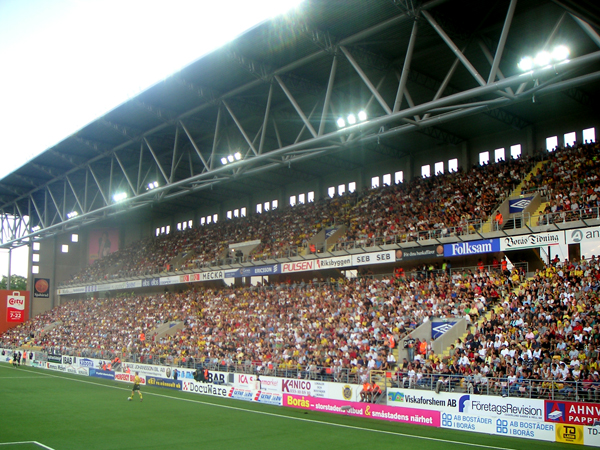
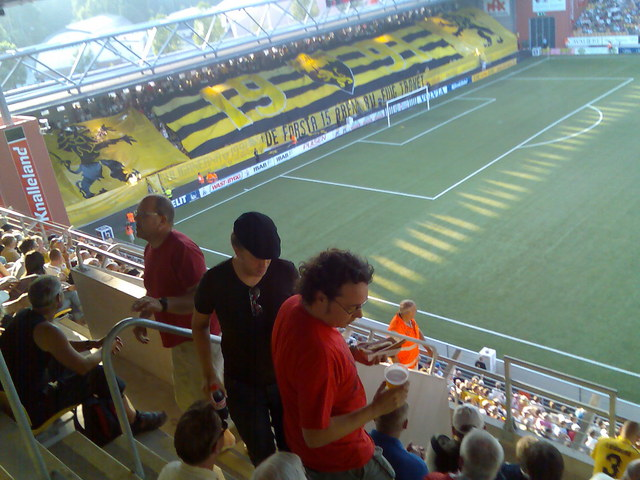
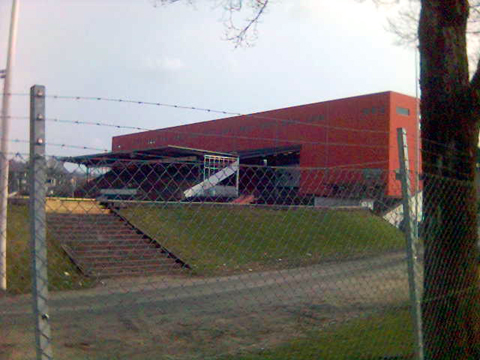